# Hochzeit auf Bärenhof
Hochzeit auf Bärenhof ist der Titel einer Literaturverfilmung von 1942 unter der Regie von Carl Froelich. Das Drehbuch beruht auf Hermann Sudermanns Novelle Jolanthes Hochzeit, Untertitel Die Geschichte einer Liebe aus besseren Tagen. Bekannt ist der Film teils auch unter dem Titel Jolanthes Hochzeit. In den Hauptrollen agieren neben Heinrich George und Ilse Werner, Paul Wegener und Ernst von Klipstein. 

## Handlung
Unsere Ulanen: 16. August 1870 – Attacke bei Mars-la-Tour während des Deutsch-Französischen Krieges – “Doch ein Blutritt war es, ein Todesritt, tief die Lanzen – hoch die Fahnen! So haben wir sie auseinandergesprengt – Kürassiere und Ulanen!”
25 Jahre später, 16. August 1895: Auf Gut Bärenhof im Hause des Barons Maximilian von Hanckel, der 1870 einer der tapfersten und forschesten Ulanen war, findet ein rauschendes Fest statt. Der Ulanenoffizier Lothar von Pütz, dem Baron von Hanckel ein väterlich verbundener Freund ist, lernt hier Roswitha von Krakow kennen. Die beiden jungen Menschen verstehen sich sofort und tanzen den ganzen Abend miteinander. Als er sich Roswitha mit vollem Namen vorstellt, erschrickt die junge Frau. Ihre Familien sind so lange sie zurückdenken kann miteinander verfeindet. Es geht um die Rechte an einem Wiesengrundstück, das beide Parteien für sich beanspruchen. Lothar jedoch setzt sich über Roswithas Bedenken hinweg und meint, was sie denn mit der Feindschaft ihrer Väter zu tun hätten. In die ausgelassene Stimmung platzt ein Diener hinein, der Lothar von Pütz ein Telegramm überreicht. Lothar muss sofort nach Hause; sein Vater liegt im Sterben. Liebevoll verabschiedet er sich von Roswitha.
Gut Poggenhagen, das Lothar von seinem Vater geerbt hat, ist hoch verschuldet. Als der junge Offizier mit den Gedanken spielt, den Besitz abzustoßen, greift Baron von Hanckel ein, der sich seinem einzigen Freund und dessen Sohn verpflichtet fühlt, und steht für die Schulden ein. Er liebt Lothar, als sei es sein eigener Sohn. Er will auch dafür sorgen, dass der unselige zwischen den Familien von Pütz und von Krakow bestehende Rechtsstreit endlich beigelegt wird. Als er mit Leonhard von Krakow darüber sprechen will, preist der poltrige Ostpreuße ihm erst einmal seine Tochter Roswitha an und meint zu Frau und Tochter, ein Freier sei da. Die Damen sind mehr als peinlich berührt. Als von Hanckel den Prozess ansprechen will, reagiert von Krakow über und empört sich, dass der Name „von Pütz“ in seinem Hause tabu sei. Nur Roswithas flehendem Blick ist es zu verdanken, dass dies nicht von Hanckels erster und letzter Besuch im Hause von Krakow gewesen ist. Leonhard von Krakow wäre mit Baron von Hanckel, auch wenn er wesentlich älter ist als seine Tochter, als Schwiegersohn mehr als einverstanden, denn immerhin ist der Baron der vermögendste Mann im gesamten Umkreis.
Als Lothar von Pütz und Roswitha sich endlich wiedersehen, fallen sie sich glücklich in die Arme und küssen sich. Lothar erzählt Roswitha von einem Pferderennen, das er zu gewinnen gedenke, um dann hoch erhobenen Hauptes vor ihren Vater treten zu können. Roswitha schleicht sich nachts aus dem Haus, um Lothar beim Armee-Rennen, das in Berlin-Karlshorst stattfindet, zu unterstützen. Lothars Freude ist groß. Er gibt der jungen Frau seine, wie er betont, letzten 3000 Mark und bittet sie, alles auf ihn und sein Pferd zu setzen, da er Außenseiter sei, sei der Gewinn bei einem Sieg entsprechend hoch. Roswitha zögert und entschließt sich dann, das Geld lieber nicht zu setzen, damit Lothar nicht völlig mittellos dasteht. Voller Entsetzen muss sie dann mit ansehen, wie Lothar als Erster durchs Ziel prescht. Als er kurz darauf freudestrahlend auf sie zueilt und sie fragt, ob sie die 60.000 gewonnenen Mark schon abgeholt habe, muss sie ihm die Wahrheit gestehen. Es kommt zu einem Streit zwischen beiden, an dessen Ende sie sich enttäuscht voneinander trennen. Wieder Zuhause, bekommt Roswitha Ärger mit dem Vater, der ihr Baron von Hanckel als zukünftigen Mann offeriert. Zu seinem großen Erstaunen willigt Roswitha ein. Bei einem Besuch bei den von Krakows gesteht Roswitha Baron von Hanckel, der den Kummer der jungen Frau bemerkt, dass es der Wunsch der Eltern sei, dass er ihr einen Antrag mache. Sie erzählt ihm aber auch, dass sie sich sehr wohl in seiner Nähe fühle. Von Hanckel, ein grundanständiger Mann, bittet Roswitha, alles noch einmal zu überdenken und ihm einen Brief zu schreiben, wenn sie wisse, was sie wirklich wolle. Erst dann würde er bei ihren Eltern vorstellig werden. Nachdem Roswitha ihm ihre Entscheidung brieflich mitgeteilt hat, hält von Hanckel bei ihren Eltern um ihre Hand an. Er versichert der jungen Frau, dass er alles tun werde, um sie glücklich zu machen. Da Baron von Hanckel nichts von den engen Banden zwischen Roswitha und Lothar von Pütz weiß, bekommt sein junger Freund natürlich auch eine Einladung zum Polterabend. Lothars Einwand, dass er nicht an dem Fest teilnehmen könne, lässt er nicht gelten. Gegenüber seinem Schwiegervater, Leonhard von Krakow, macht der Baron deutlich, dass seine einzige Bedingung bei einer Hochzeit die Niederlegung des Streits mit Lothar von Pütz sei. Krakow, immer auf seinen Vorteil bedacht, meint, wenn er den Rubens bekomme, dann wolle er auf die paar Morgen Wiese verzichten und der Streit mit von Pütz könne beigelegt werden.
Als Max von Hanckel am Abend des Festes Roswitha und Lothar einander vorstellt, ist er erstaunt darüber, wie reserviert die beiden miteinander umgehen. Von Hanckel versucht seine Nervosität unter Kontrolle zu bekommen, indem er dem Alkohol reichlich zuspricht. Als der redselige Regierungsrat eine Rede hält, die mit den Worten endet „Drum prüfe, wer sich ewig bindet“ … ergänzt er den Schluss „ob sich das Herz zum Herzen findet!“ und will dann ebenfalls eine Ansprache halten, die jedoch zum Desaster gerät. Roswitha stoppt ihn liebevoll und unter dem Lachen Einzelner verlässt er den Festsaal. Roswitha und Lothar folgen ihm. Er bittet die beiden, den Brauttanz zu tanzen, er brauche jetzt ein wenig Zeit, um nachzudenken. Abseits stehend schaut Max von Hanckel etwas später der sich amüsierenden Gesellschaft zu, als er Zeuge eines Gespräches zwischen Lothar von Pütz und Roswitha wird, die seinen Ziehsohn beschwört, er dürfe sie doch nicht allein lassen. Als der Baron Lothar wegschicken will, meint Roswitha, dass sie ohne Lothar nicht leben könne. Von Hanckel will nun alles wissen. Als die beiden mit ihrer Geschichte geendet haben, zeigt sich wieder einmal das gute Herz des Herrn vom Bärenhof. Er meint, wenn zwei junge Menschen sich lieben, dann sei es ihre Pflicht, sich über alle Zweifel hinwegzusetzen. Pragmatisch wie er ist, findet er sich mit der Situation ab und gibt den beiden ihm liebsten Menschen seinen Segen. Er sichert ihnen außerdem seine Unterstützung beim Aufbau von Gut Poggenhagen zu. Zusammen betreten die drei den Festsaal. Von Hanckel teilt seinen Gästen mit, dass er kein Bräutigam mehr sei, er habe auf dieses reizende Wesen an seiner Seite schweren Herzens verzichtet, weil Roswitha nur an der Seite von Lothar von Pütz wirklich glücklich werden könne. Als Roswithas Vater protestiert, er habe seine Tochter doch als Herrin auf Bärenhof sehen wollen, meint er lachend, er solle sich nicht aufregen, denn Bärenhof würden sie ja sowieso bekommen. „So“, meint er, „und nun macht aus diesem missglückten Polterabend noch eine vergnügliche Verlobung und eure Hochzeit findet bei mir auf dem Bärenhof statt!“

## Produktion

### Produktionsnotizen

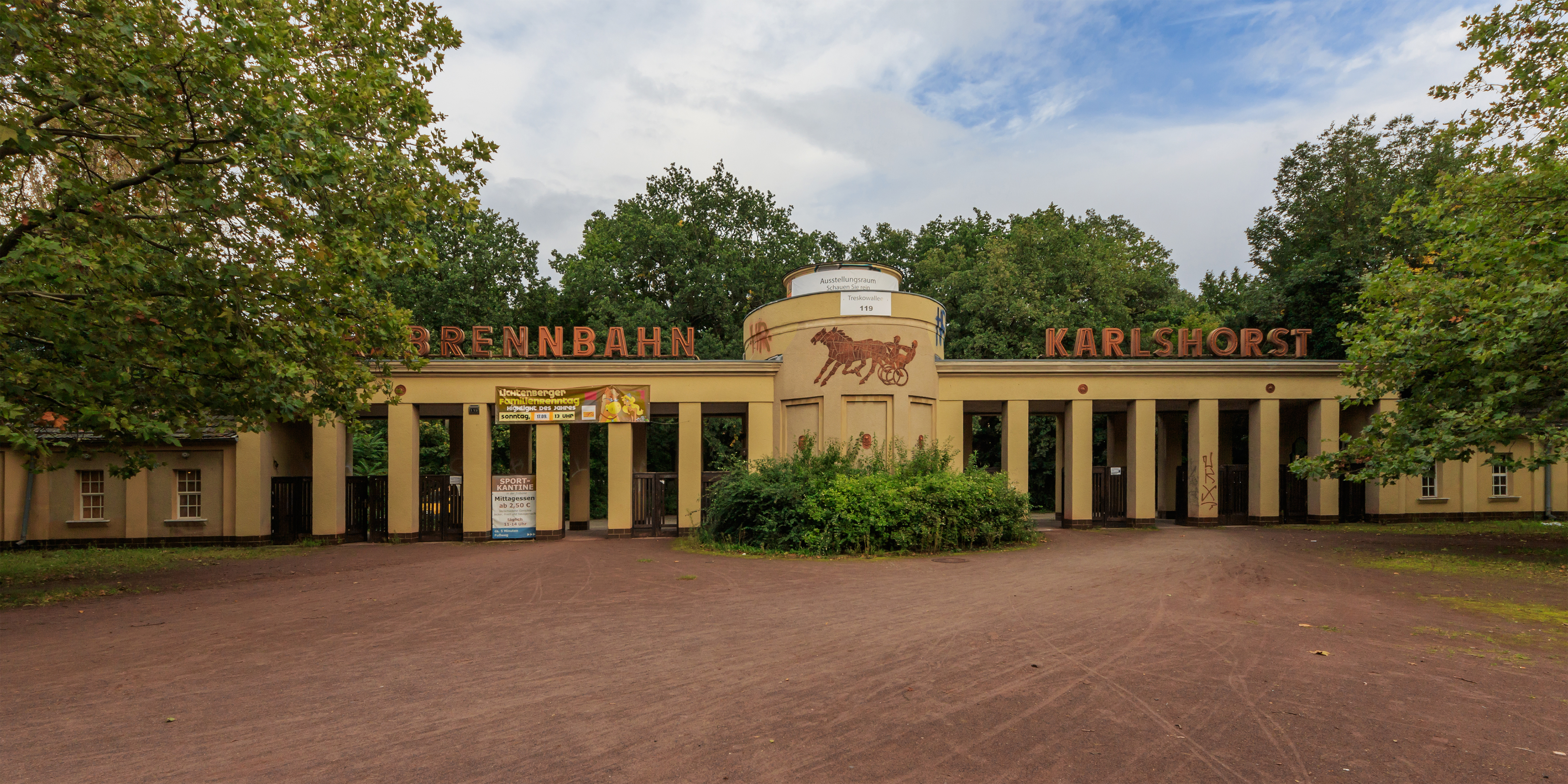
Eingang zum Gelände der Trabrennbahn in Berlin-Karlshorst, wo seinerzeit die Filmaufnahmen des Pferderennens gedreht wurden

Die Dreharbeiten fanden zwischen dem 18. August und Anfang November 1941 statt. Gedreht wurde in Berlin-Karlshorst und in der Ufastadt in Babelsberg.
Es handelt sich um einen Film der Universum Film (UFA). Er zählt zu den Unterhaltungsfilmen im Nationalsozialismus und befand sich auf der Liste der unter alliierter Militärzensur verbotenen deutschen Filme.
Stummfilmstar Rudolf Klein-Rogge spielte hier mit dem Sanitätsrat seine letzte Filmrolle im Dritten Reich. Das Lied Ich lieb Dich viel zu sehr wurde von Ilse Werner vorgetragen.

### Produktionskosten, Veröffentlichung
Die Produktionskosten lagen bei 1,531 Mio. RM.
Am 8. Juni 1942 fand die Uraufführung des Films in zwei Berliner Lichtspielhäusern statt. In Österreich lief die Verfilmung unter dem Titel Jolanthes Hochzeit. Anfang des Jahres 1943 wurde der Film in Finnland und Dänemark veröffentlicht. Weitere Veröffentlichungen erfolgten in Belgien, Ungarn, Italien und Schweden. Der internationale Titel des Films lautet Wedding in Barenhof.

## Rezeption

### Kritik
Das Lexikon des internationalen Films stellte fest: „Komödiantisch-burleske Liebesgeschichte aus den Kreisen ostpreußischer Landjunker um 1900, routiniert, aber arg theatralisch inszeniert. Überzeugend nach wie vor die Darstellungskunst Heinrich Georges und Paul Wegeners, die den Film auf ein beachtliches Niveau heben.“
Ähnlich fiel die Kritik auch auf der Seite Kino.de aus. Dort hieß es: „In ostpreußischen Landadelskreisen um die Jahrhundertwende angesiedelte Liebeskomödie, mit der Carl Froehlich (‚Es war eine rauschende Ballnacht‘) versuchte, das deutsche Publikum während des Zweiten Weltkriegs auf heiterere Gedanken zu bringen. Während sich das junge Liebespaar Ilse Werner und Ernst von Klipstein redlich müht, sind es vor allem die beiden Altstars Heinrich George und Paul Wegener, die durch ihre schauspielerischen Leistungen dem Film einen gewissen Reiz verleihen.“
Der Autor und Kritiker Falk Schwarz war begeistert, er schrieb: „‚Meisterhaft‘ wäre noch untertrieben! Prachtvoll. Aus des Lebens ganzer Fülle.“ Schwarz schilderte einzelne Szenen, um dann festzustellen: „Ein schauspielerisches Fest. George kann nicht nur wüst poltern, sondern auch flüstern und flüsternd gesteht er sich ein: sie liebt einen anderen. Sein Kopf bleibt im Halbdunkel, aber jede Modulation in der Stimme in diesem Monolog verrät seine Tragik. Da wächst er über sich hinaus und verzichtet. Das ist mit einer solchen Bravour gespielt, dass kein Auge trocken bleibt. Kritik? Eskapismus ins Biedermeier, Idylle, die niemals so war – alles ‚bullshit‘ angesichts einer derartigen Leistung!“

### Medien
DVD-Veröffentlichung
- Hochzeit auf Bärenhof – Reihe ‚Deutsche Filmklassiker’ – Warner Home Video, Erscheinungstermin: 17. Juni 2005[6]
- Hochzeit auf Bärenhof – DVD/BLU-RAY – Black Hill Pictures GmbH, Erscheinungstermin 29. Januar 2010 (Zusatzinfos: Bio- und Filmographie von Heinrich George, Ilse Werner, Paul Wegener, Lina Carstens und Ernst von Klipstein, Bildergalerie)